# Birthe Kjær

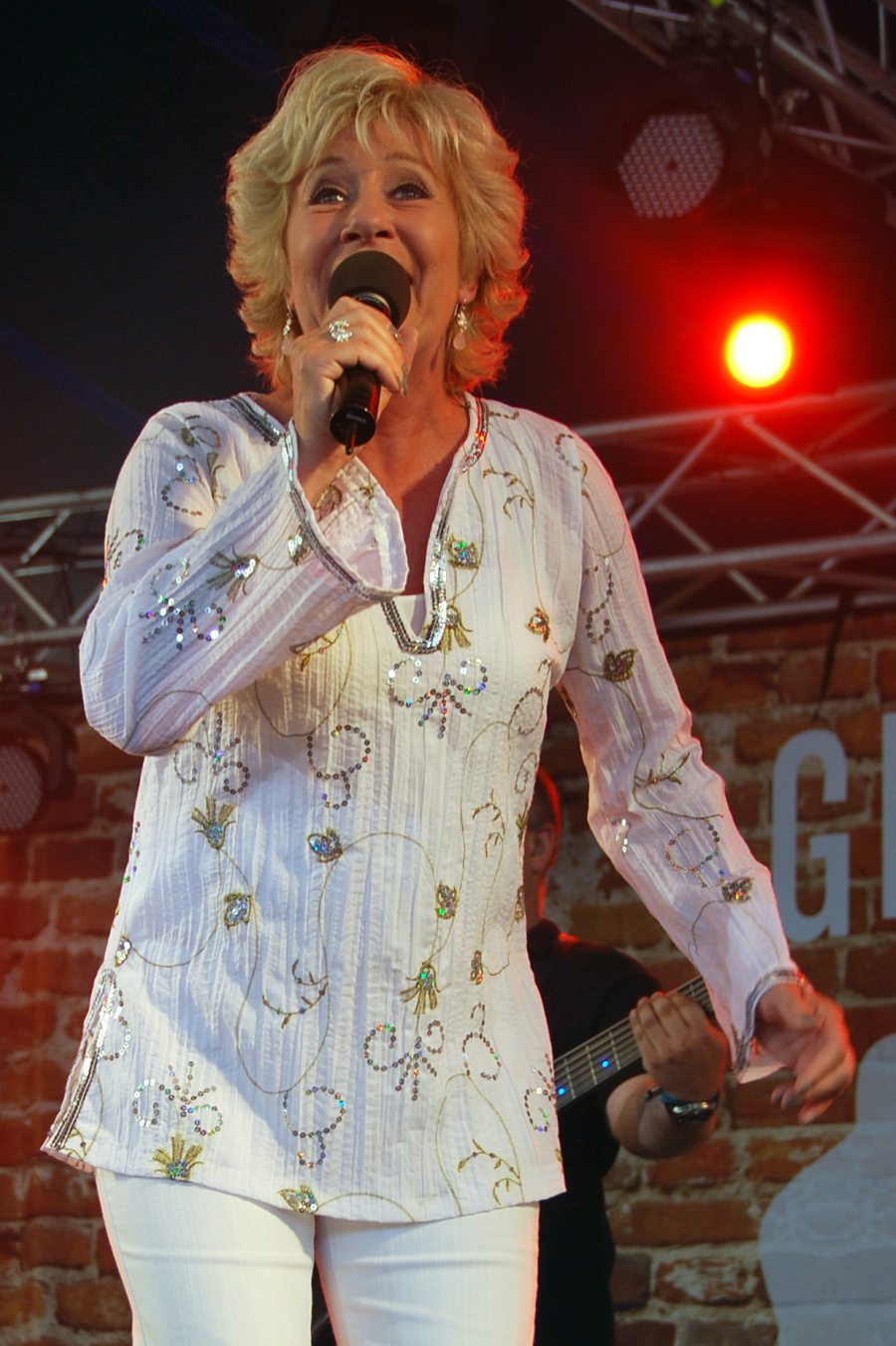
Birthe Kjær (2010)

Birthe Kjær (* 1. September 1948 in Aarhus) ist eine dänische Schlagersängerin.

## Karriere
Schon in den späten 1960er Jahren begann ihre Gesangskarriere und sie veröffentlichte ab da beinahe jedes Jahr ein Album. Sie nahm 1980, 1986 und 1987 beim Dansk Melodi Grand Prix teil ohne jedoch einen Sieg zu erringen. 1989 allerdings gewann sie den dänischen Vorentscheid und durfte daher beim Concours Eurovision de la Chanson 1989 in Lausanne für ihr Heimatland antreten. Mit dem Schlager Vi maler byen rød erreichte sie den dritten Platz. 
1990 moderierte sie die dänische Vorauswahl zum Eurovision Song Contest. 
2004 hatte sie einen Charthit zusammen mit dem Safri Duo: Die Single Hvor `vi fra? war die Hymne für das dänische Team bei der Fußball-Europameisterschaft 2004. 2005 wollte sie bei der Tanzshow Vild med dans, dem dänischen Let’s Dance, teilnehmen, erlitt aber bei den Proben einen Herzinfarkt, dem aber eine schnelle Genesung folgte. 2009 präsentierte sie erneut die dänische Vorauswahl zum Eurovision Song Contest.

## Diskografie (Auswahl)

### Alben
- 1971: Træffere

| Jahr | Titel                            | Höchstplatzierung, Gesamtwochen, AuszeichnungChartsChartplatzierungen (Jahr, Titel, Platzierungen, Wochen, Auszeichnungen, Anmerkungen) | Anmerkungen                             |
| Jahr | Titel                            | DK | Anmerkungen                             |
| ---- | -------------------------------- | --- | --------------------------------------- |
| 2001 | Længe leve livet                 | DK25 (6 Wo.)DK |                                         |
| 2003 | På en fransk altan               | DK20 (7 Wo.)DK |                                         |
| 2005 | 6 originale albums fra 1969 – 77 | DK10 (5 Wo.)DK |                                         |
| 2006 | Lys i mørket                     | DK19 (6 Wo.)DK |                                         |
| 2007 | Let It Snow                      | DK15 (5 Wo.)DK |                                         |
| 2008 | Gennem 40 år                     | DK10 (8 Wo.)DK |                                         |
| 2011 | Smile                            | DK10 (5 Wo.)DK |                                         |
| 2013 | Birthe                           | DK5 (6 Wo.)DK | Erstveröffentlichung: 11. März 2013     |
| 2015 | Lige fra hjertet                 | DK13 (6 Wo.)DK | Erstveröffentlichung: 13. November 2015 |
| 2018 | 50 års Pletskud                  | DK17 (3 Wo.)DK | Erstveröffentlichung: 31. August 2018   |
| 2022 | Juletid                          | DK16 (3 Wo.)DK | Erstveröffentlichung: 2. Dezember 2022  |

### Singles
- 1971: Pas På Den Knaldrøde Gummibåd (DK: Gold)
- 1971: Sommer Og Sol (DK: Gold)
- 1989: Vi Maler Byen Rød (DK: Platin)